# Липский, Станислав
Станислав Липский (пол. Stanisław Lipski, настоящее имя Самуэль; 9 апреля 1880 года, Варшава — 6 октября 1937 года, Краков) — польский композитор и пианист.

## Биография
Вырос в Кракове, где его отец держал ювелирную мастерскую. С 12-летнего возраста учился игре на фортепиано в Варшаве у Владислава Желеньского. В 1900 году отправился для совершенствования своего мастерства в берлинскую Консерваторию Штерна, где помимо занятий фортепиано с Эрнстом Едличкой и Павлом Луценко изучал контрапункт у Хуго фон Лайхтентритта, наконец с 1902 года совершенствовался в Венской консерватории у Теодора Лешетицкого и Мальвины Бре, занимаясь также теорией с Робертом Фуксом.
В 1904 году обосновался в Кракове, где до конца жизни вёл педагогическую работу (в том числе в Краковской консерватории, с 1910 года профессор) и занимался композицией. Основу творческого наследия Липского составляют песни и романсы (на слова таких авторов, как Адам Аснык, Юлиуш Словацкий, Михалина Маковецка), ему принадлежат также отдельные хоровые и фортепианные сочинения.